# Skydivin’
Skydivin' — дебютный альбом английского музыканта Darren Styles, выпущен 16 июня 2008 года. Включает все известнейшие композиции, написанные Дарреном начиная с 2004 года, а также новейшие работы, ранее не издававшиеся. Альбом состоит из двух дисков. На первом записаны все самые лучшие авторские композиции Даррена в стиле UK Hardcore, которые стали воплощением инновационного звучания этого направления танцевальной музыке. Второй диск представляет собой коммерческие треки в стиле Vocal Trance, UK Hardcore, созданные совместно с известными музыкантами Англии — Breeze, Ultrabeat, N-Force.
Альбому удалось чуть больше двух недель продержаться в английском чарте на 4 строчке 

## Список композиций
Первый диск
1. Flashlight
2. Come Running (ft Francis Hill)
3. Getting Better
4. Discolights
5. Save Me
6. Baby I’ll Let You Know (vs Hypasonic)
7. I Say I Love You (ft Francis Hill)
8. Drop Zone
9. Show Me The Sunshine (ft Andrea Britton)
10. Skydivin'
11. Jealous
12. Just Easy
13. Cutting Deep
14. Lost The Plot (ft Wayne G)
15. Slide Away
16. Different Groove
17. Feel Love

Второй диск
1. Right by Your Side (vs N-Force)
2. Save Me (Nitelite)
3. Tell Me
4. Girls Like You (Fugitive Sexy Crazy Edit)
5. I Need You (ft Junior)
6. Sure Feels Good (vs Ultrabeat)
7. Heartbeatz (Styles & Breeze)
8. Blow Me Away
9. Skydivin'
10. You’re Shining (Styles & Breeze)
11. Feel Love (Nitelite)
12. Paradise & Dreams (vs Ultrabeat)
13. You’re My Angel